# Шіофок
Шіофок (угор. Siófok) — місто в західній Угорщині. Населення — понад 24 000 осіб. Місто має неформальний статус столиці Балатону.

## Географія
Місто розташоване на південному березі озера Балатон приблизно за 115 кілометрів на південний захід від Будапешта. 

### Клімат
Місто знаходиться у зоні, котра характеризується вологим континентальним кліматом з теплим літом. Найтепліший місяць — липень із середньою температурою 21.1 °C (70 °F). Найхолодніший місяць — січень, із середньою температурою 0 °С (32 °F).
| Клімат Шіофока          | Клімат Шіофока | Клімат Шіофока | Клімат Шіофока | Клімат Шіофока | Клімат Шіофока | Клімат Шіофока | Клімат Шіофока | Клімат Шіофока | Клімат Шіофока | Клімат Шіофока | Клімат Шіофока | Клімат Шіофока | Клімат Шіофока |
| Показник                | Січ.           | Лют.           | Бер.           | Квіт.          | Трав.          | Черв.          | Лип.           | Серп.          | Вер.           | Жовт.          | Лист.          | Груд.          | Рік            |
| Абсолютний максимум, °C | 15             | 17             | 22             | 27             | 31             | 32             | 35             | 33             | 30             | 25             | 20             | 19             | 35             |
| Середній максимум, °C   | 1              | 3              | 8              | 13             | 20             | 22             | 25             | 24             | 20             | 14             | 6              | 3              | 13             |
| Середня температура, °C | 0              | 1              | 6              | 10             | 16             | 19             | 21             | 20             | 17             | 11             | 5              | 1              | 11             |
| Середній мінімум, °C    | −2             | −1             | 2              | 7              | 12             | 15             | 17             | 16             | 13             | 7              | 2              | 0              | 7              |
| Абсолютний мінімум, °C  | −20            | −21            | −16            | −1             | 1              | 7              | 10             | 8              | 1              | −3             | −8             | −13            | −21            |
| Норма опадів, мм        | 40             | 30             | 30             | 30             | 50             | 60             | 30             | 50             | 40             | 30             | 40             | 40             | 520            |
| Днів з опадами          | 9              | 7              | 11             | 12             | 12             | 12             | 11             | 10             | 11             | 11             | 13             | 12             | 131            |
| Вологість повітря, %    | 85             | 80             | 75             | 70             | 70             | 70             | 70             | 70             | 75             | 80             | 85             | 90             | 76.7           |
| ----------------------- | -------------- | -------------- | -------------- | -------------- | -------------- | -------------- | -------------- | -------------- | -------------- | -------------- | -------------- | -------------- | -------------- |
| Джерело: Weatherbase    |                |                |                |                |                |                |                |                |                |                |                |                |                |

## Історія

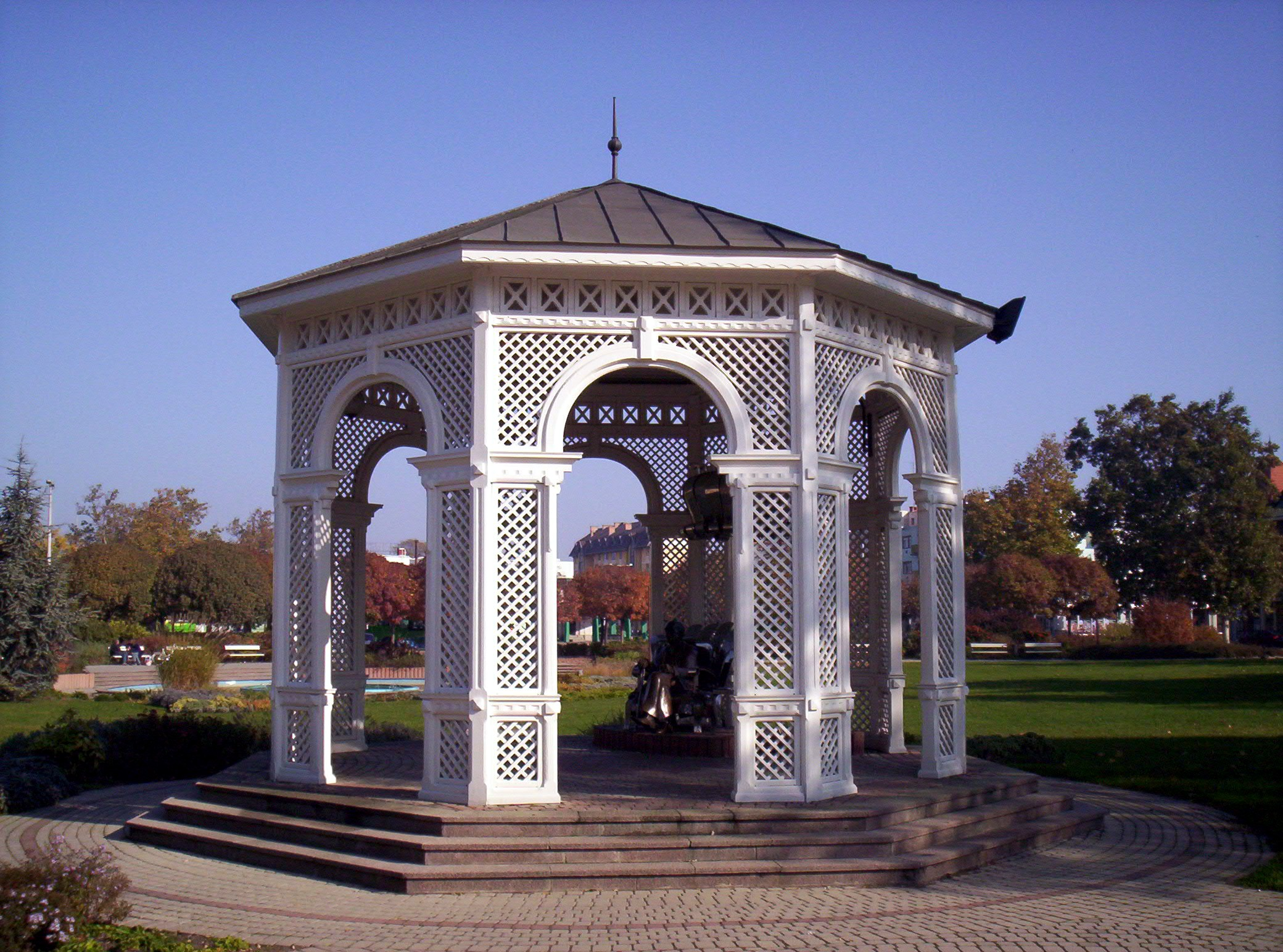
Музичний павільйон в місті Шіофок

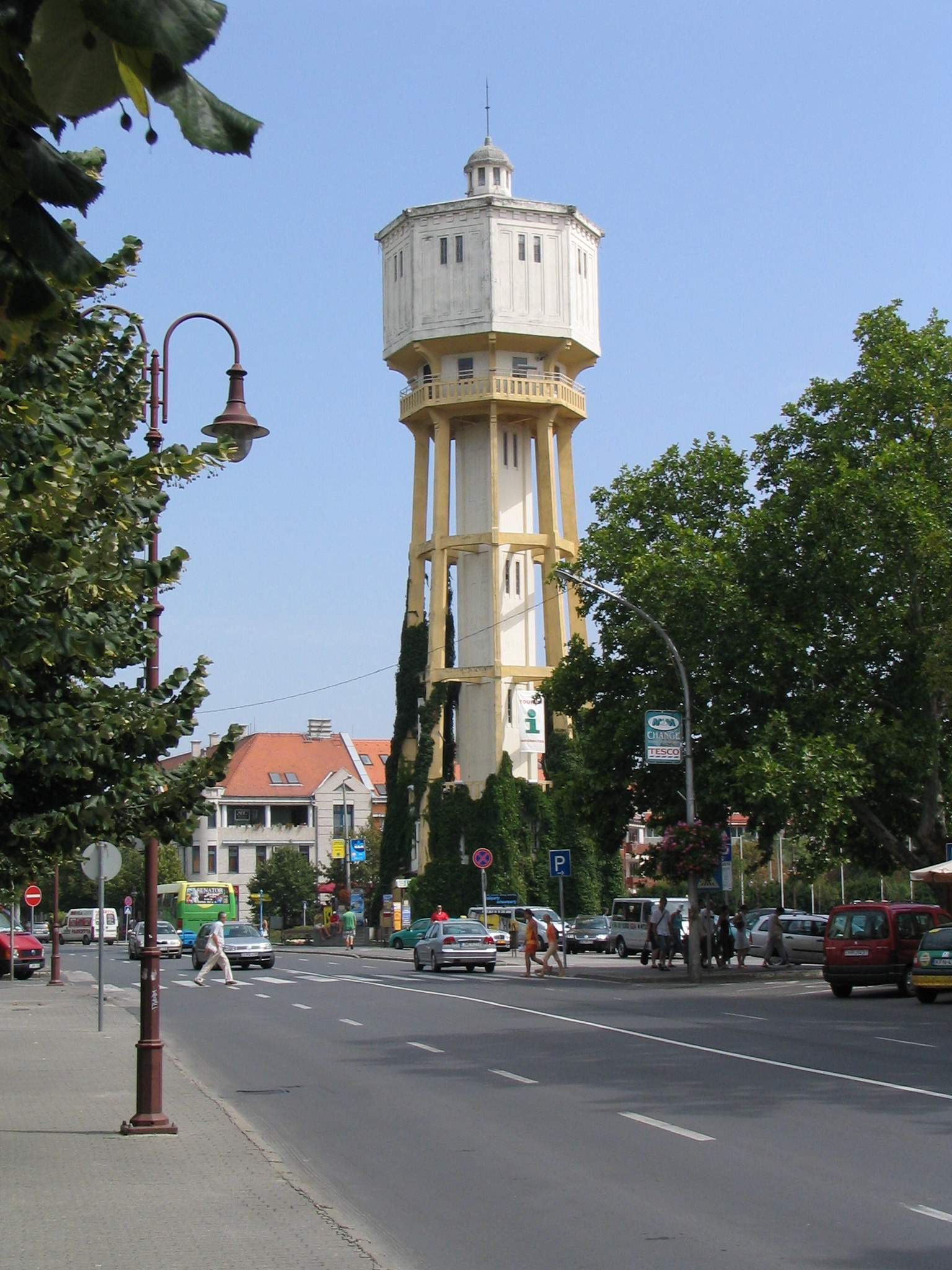
Вежа на площі Свободи

Поселення в місці де Шіо випливає з Балатону існувало ще в римську епоху. У 292 році до н. е. римлянами був проритий Шіофокський канал, який прийшов в занепад, так само як і сам Шіофок після краху імперії. За часів турецького панування канал був відновлений і знову почав використовуватися, що сприяло зростанню міста.
Однак справжній розквіт Шіофока почався вже після вигнання турків і входження Угорщини до складу імперії Габсбургів і був пов'язаний з розвитком узбережжя Балатону, як курортного регіону. Статус курорту Шіофок отримав в кінці XVIII століття і до сьогоднішнього часу користується великою популярністю відпочиваючих.
У вересні 2012 тут відбувся Всесвітній Конгрес фіно-угорських народів.

## Туризм і санаторне лікування
Шіофок — одне із найпопулярніших місць відпочинку завдяки ловким пляжам та насиченому нічному життю. Місто має найбільші в Угорщині прибутки від туризму, також поважний діловий та фестивальний центр (фольклорний фестиваль «Золота мушля», кінні турніри).
| Туризм на Балатоні почав розвиватися з XVIII ст., невеликі містечка поступово перетворювалися на курортні центри, де відпочивала європейська аристократія. Розвитку курорту сприяла наявність джерел мінеральних вод, а також початок судноплавства на Балатоні. Усього на берегах озера кілька десятків невеликих населених пунктів, найбільші міста - Балатонфюред, Шіофок і Кестхей. Селище Тихань на однойменному півострові відоме завдяки одному з найстарших монастирів Угорщини. |

## Транспорт
Через місто проходять залізна і автомобільна (Е71) магістралі Будапешт — Загреб. Шіофок пов'язаний регулярним автобусним та залізничним сполученням з Будапештом і сусідніми містами. Час шляху на поїзді до Будапешта - близько 2 годин.
Шіофок — важливий вузол водного транспорту. Шіофокський порт — найбільший на Балатоні. Тут швартуються як прогулянкові судна, так і ті, що виконують регулярні рейси озером. Шіофокський канал забезпечує транспортний зв'язок між Балатоном і Дунаєм.

## Пам'ятки

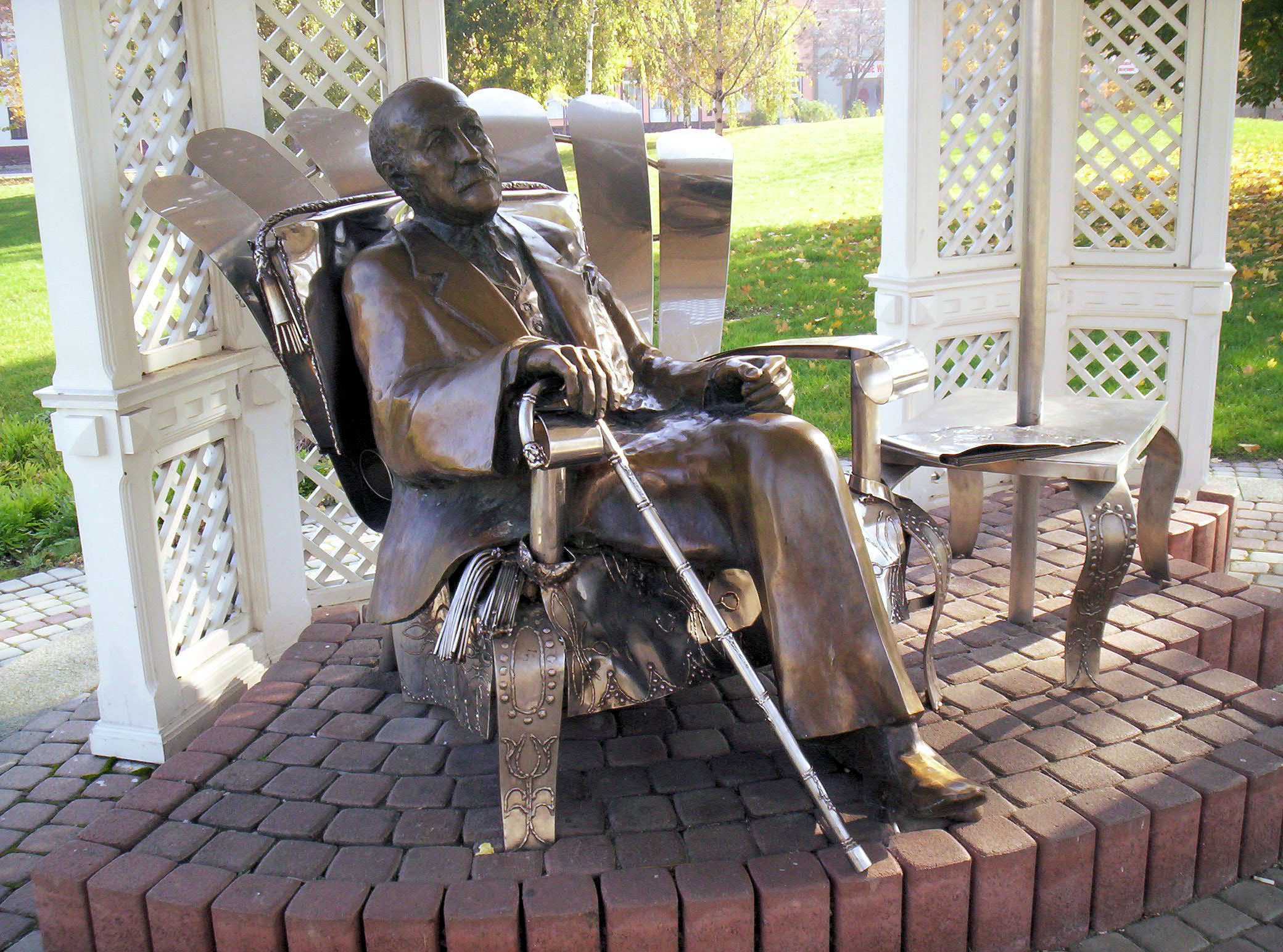
Пам'ятник Імре Кальману роботи уродженця Шіофока Імре Варги

- Алея Петефі — прогулянкова алея вздовж набережної Балатону. До неї примикає красивий Парк Йокаї.
- Площа Свободи — центральна площа міста. Посередині височить оригінальна водонапірна вежа висотою 45 метрів, побудована в 1912 році.
- Оулу-парк. Названий на честь фінського міста Оулу, побратима Шіофока. У парку знаходиться дерев'яна лютеранська церква вкрай оригінальної архітектури.
- Шлюз Шіо. Побудований у 1863 році. Перший шлюз, що дозволив регулювати рівень води в Балатоні.
- Музей Імре Кальмана. Присвячений життю і творчості знаменитого уродженця міста.

## Спорт
У місті базується однойменний футбольний клуб.

## Відомі уродженці
- У 1882 році в Шіофоку народився знаменитий композитор Імре Кальман.

## Міста-побратими
- Бад-Кіссінген, Німеччина
- Вальдгайм, Німеччина
- Волнат-Крік, США
- Георгень, Румунія
- Ландсберг-ам-Лех, Німеччина
- Нетанья, Ізраїль (30 квітня 2009)[2]
- Оулу, Фінляндія
- Пореч, Хорватія
- Пярну (самоврядування), Естонія
- Сен-Лоран-дю-Вар, Франція